# میکی موراندینی
میکی موراندینی (انگلیسی: Mickey Morandini؛ زادهٔ ۲۲ آوریل ۱۹۶۶) بازیکن بیس‌بال اهل ایالات متحده آمریکا بود.